# 3 (canción)
«3» es una canción electropop interpretada por la cantante estadounidense Britney Spears e incluida originalmente en su segundo álbum de grandes éxitos, titulado The Singles Collection (2009). El sueco Max Martin compuso la canción junto con sus colegas Tiffany Amber y Shellback, y la produjo junto con el último, mientras que la cantante la grabó en Estocolmo, cuando recorría Europa con la gira The Circus Starring: Britney Spears. La letra del tema alude la práctica sexual de un trío, su sonido es de ritmo acelerado y su producción cuenta con uso abundante de sintetizadores y efectos vocales. Jive Records lo estrenó el 29 de septiembre de 2009, a través de la radio neoyorquina Z100. Desde entonces y hasta noviembre del mismo año, lo lanzó como único sencillo original del álbum. Como parte de su recepción crítica, los editores Mónica Herrera de Billboard y Bill Lamb de About.com lo catalogaron como una reminiscencia de la carrera de Spears.
La directora del vídeo musical fue Diane Martel, quien trabajó por primera vez con la cantante, mientras que los coreógrafos fueron Rich & Tone. El video muestra a Spears cuando baila tomada de un caño horizontal, al medio de cuatro estripers, así como también mientras realiza coreografías junto con varios bailarines. La artista estrenó el video el 30 de octubre de 2009 a través de Twitter, tras una cuenta regresiva de tres días en los que publicó capturas y un adelanto. No obstante, el 15 de diciembre del mismo año, también estrenó la versión del director. En respuesta, el editor Daniel Kreps de Rolling Stone señaló que Spears no había bailado con tanta convicción desde hace años y comparó al clip con el video de «Single Ladies (Put a Ring on It)» de Beyoncé (2008), por basarse en movimientos de baile; sin embargo, también sostuvo que la versión del director resultó ser mejor que la original.
Tras su lanzamiento, «3» se convirtió en el quinto sencillo de Spears que alcanzó el puesto número uno en Canadá, donde además consiguió la certificación de doble disco de platino de la CRIA, tras vender 80 000 descargas. También se ubicó entre los diez primeros éxitos semanales en mercados como Finlandia, Irlanda, Noruega, Suecia, Suiza, el Reino Unido y Australia, en estos dos últimos países además obtuvo las certificaciones de disco de plata y platino de la BPI y de la ARIA, luego de vender 200 000 y 70 000 copias, respectivamente. De forma paralela, consiguió la certificación de disco de oro de la RIAJ, tras comercializar 100 000 copias en Japón. En los Estados Unidos debutó en el primer lugar de la principal lista de éxitos del país, la Billboard Hot 100, donde paradójicamente con su título, se transformó en el tercer tema de Spears que alcanzó dicho estatus, después de «...Baby One More Time» (1998) y «Womanizer» (2008). El debut se debió en gran parte a que vendió 255 000 descargas locales durante su primera semana de comercialización. De esta forma, se convirtió en el décimo quinto sencillo que debutó como tal en la historia de la lista, así como también en una de las canciones más exitosas de Spears en el país, donde vendió 2 400 000 descargas. Posteriormente, la cantante lo presentó en el Femme Fatale Tour (2011) y Britney: Piece of Me (2013 - 2015), y Glee lo versionó en el episodio «Britney 2.0» (2012).

## Antecedentes

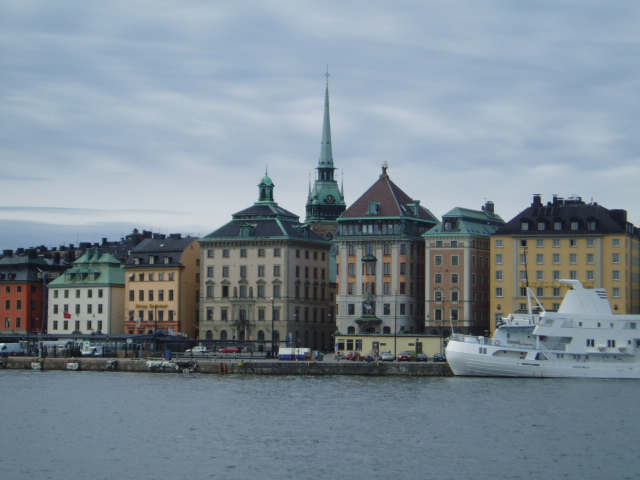
Estocolmo, ciudad sueca donde Spears grabó la canción en julio de 2009, junto con su colaborador habitual Max Martin.

El 12 de julio de 2009, Spears confirmó a través de Twitter que acababa de grabar una canción nueva con Max Martin, cuando pasaba por Estocolmo con la etapa europea de la gira The Circus Starring: Britney Spears. Cabe señalar que el sueco es un colaborador habitual de la cantante y que previamente había trabajado con ella en numerosos temas, tales como los superventas «...Baby One More Time» (1998) y «Oops!... I Did It Again» (2000), e «If U Seek Amy» (2008), cuya letra causó controversias por emplear de forma implícita la expresión inglesa «fuck me» —«fóllame»—. En 2009, Martin compuso «3» junto con sus colegas Tiffany Amber y Shellback, y lo produjo junto con el último, mientras que Spears lo grabó en los Maratone Studios, en Estocolmo. Por otro lado, John Hanes realizó las ediciones vocales y Serban Ghenea mezcló las grabaciones con la música en los MixStar Studios, en Virginia.
El 23 de septiembre de 2009, Jive Records anunció el lanzamiento de «3» como único sencillo original del segundo álbum de grandes éxitos de la cantante, The Singles Collection, el que conmemoró diez años desde la publicación del álbum debut de la artista, ...Baby One More Time. Cinco días después, el sitio oficial de Spears publicó la portada del tema, cuya dirección artística estuvo a cargo de Meghan Foley, con fotografía de Mark Liddell y diseño de Christina Rodríguez. Finalmente, el martes 29 del mismo mes, el sello lo estrenó por medio de la principal radio de Nueva York, Z100, mientras que una semana después, comenzó a lanzarlo en formato digital a través de iTunes. Por otro lado, encomendó las remezclas oficiales a DiscoTech, Wolfgang Gartner, Groove Police, The Knocks, Tonal y Trypsin, así como también al dúo británico Manhattan Clique, cuya versión Club Remix formó parte del segundo álbum de remezclas de Spears, B in the Mix: The Remixes Vol. 2 (2011).

## Composición
«3» es un tema dance pop que cuenta con influencias del electropop, así como también con uso de sintetizadores, efectos vocales y ritmos acelerados. Está compuesto en la tonalidad fa menor y presenta un compás de 4/4 y un tempo de 132 pulsaciones por minuto. El registro vocal de Spears se extiende desde la nota grave do4, hasta la nota aguda do5. Como progresión armónica, el tema cuenta con una secuencia básica fa menor-mi bemol mayor-si bemol menor-fa menor. Su puente desacelera con cuerdas sintéticas y golpes de bajo, y finaliza con un ritmo similar al patrón four-on-the-floor. Según el Daily Mail, los productores ajustaron con Auto-Tune la voz de Spears y le dieron una sensación futurista y contemporánea al sencillo.

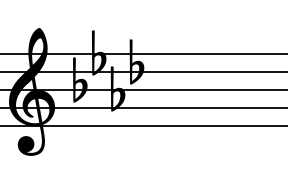
«3» está compuesta en la tonalidad fa menor.

Su letra alude la práctica sexual de un trío e incorpora líneas como «Three is a charm, two is not the same. I don't see the harm, so are you game?» —«Tres es un encanto, dos no es lo mismo. No veo el daño, así que ¿estás en el juego?». Daniel Kreps de Rolling Stone señaló que líneas insinuantes como «Merrier the more, triple fun that way» —«Más divertido entre más, triple diversión de esta manera»—, parecieran haber sido creadas por el mismo cerebro detrás del álbum Dirty Mind de Prince (1980). Por otro lado, los editores Nick Levine y David Balls de Digital Spy compararon al estribillo con un canto colegial, por contar con líneas como: «One, two, three, not only you and me. Got 180º and I'm caught in between» —«Uno, dos, tres, no solo tú y yo. Me puse en 180º y estoy atrapada al medio»—. Como argot sexual para el trío, el estribillo cita a personajes llamados Peter, Paul y Mary, lo que llevó a varios medios a considerarlo como una alusión al grupo folclórico Peter, Paul and Mary. Todd Martens de Los Angeles Times catalogó a la referencia como «la mayor rareza del tema», mientras que Clark Collis de Entertainment Weekly la llamó «desafortunada», dado que la integrante femenina de la banda, Mary Travers, acababa de fallecer el 16 de septiembre de 2009.

## Recepción crítica
Los críticos le dieron una buena recepción al sencillo y señalaron que reunió varios elementos que llevaron a Spears al éxito. De modo particular, Mónica Herrera de Billboard sostuvo que el tema sería otra «muesca en el cinturón de pop provocador de la cantante» y especificó: «Abre con sintetizadores pulvorizantes y se convierte en un clímax de bajo ferozmente pulsante, que llama a los fanes a la pista de baile». La editora también señaló que «3» reunió todos los elementos necesarios que demostraron que la fórmula de un éxito de Spears se ha utilizado una docena de veces. Por otro lado, Daniel Kreps de Rolling Stone elogió tanto la melodía bailable del sencillo, la que catalogó de similar a los trabajos del rapero Flo Rida, como su letra desvergonzada, la que comparó con «Three Days» de Jane's Addiction (1990), y además señaló que es un éxito de pista de baile más seguro que cualquier tema de Blackout (2007) o Circus (2008). Paralelamente, la edición impresa de la revista lo evaluó con cuatro estrellas de cinco y lo llamó «un clásico instantáneo de Britney». A su vez, Los Ángeles Times sostuvo que Spears «suena dulcemente genérica» y que los productores elevaron el sencillo sobre cualquier otro tema bailable.
| «Musicalmente, "3" es un tema dance pop ultrapegadizo, lleno de sonidos de sintetizadores característicos de Max Martin y efectos vocales. [...] En general, "3" es una reminiscencia del reciente "Celebration" de Madonna (2009). Ambos son sencillos que no presentan algo particularmente nuevo en términos musicales, pero se las arreglan para encapsular muchos de los elementos que hacen que sus intérpretes sean estrellas». —Extracto de la reseña de Bill Lamb de About.com. |

En su reseña a The Singles Collection, Stephen Thomas Erlewine de Allmusic señaló que «3» es mucho mejor que cualquiera de los tres temas originales del primer álbum de grandes éxitos de Spears, Greatest Hits: My Prerogative (2004), aludiendo a «My Prerogative», «I've Just Begun (Having My Fun)» y «Do Somethin'». El editor también seleccionó al Manhattan Clique Club Remix como una de las mejores remezclas de B in the Mix: The Remixes Vol. 2. Por otro lado, Bill Lamb de About.com llamó «virtualmente imparable» al dúo conformado por Max Martin y la cantante, y especificó: «Ella [Spears] vuelve a generar controversia con contenido lírico [después de "If U Seek Amy"], pero lo importante es que "3" es otra confección pop irresistiblemente pegadiza, que supera a todo lo demás en la radio pop de hoy. Sin embargo, [el tema] no es rival para algunos de los mayores clásicos de la carrera de Max Martin o Britney Spears». El editor también elogió el estribillo y el puente del sencillo, lo llamó un «clásico de Britney» y lo evaluó con tres estrellas y media de cinco. Además, en septiembre de 2012, lo enlistó como el octavo mejor tema de Spears y lo describió como una «confección pop ingeniosa y ultra pegadiza».
Paralelamente, Nick Levine y David Balls de Digital Spy señalaron que «3» es un sencillo divertido que completa muy bien The Singles Collection y que «If U Seek Amy» es el tema con el que más se familiariza en la discografía de la cantante. Levine además lo evaluó con cuatro estrellas de cinco y sostuvo que «la producción de Max Martin es tan dulce y brillante como una cereza confitada», así como también que la letra es sorprendentemente inventiva. Contrario a ello, Pluggedin.com sostuvo que el corte es «suficientemente malo», mientras que Anil Dash de Dashes.com señaló que el tema contiene «imprecisiones y malas decisiones», respecto a lo que especificó: «La referencia de los "180º" funciona y te felicitamos [Britney] por evitar cualquier referencia desafortuna al "69" en una canción de alto contenido numérico. Sin embargo, la referencia a "Peter, Paul and Mary" es inexplicable. En primer lugar, estamos bastante seguros de que uno de ellos [Mary Travers] falleció y los otros dos están muy cerca de hacerlo. [...] Además, esta referencia a un grupo que alcanzó su apogeo alrededor de 40 años atrás [...] no [es] la imagen que deberías apuntar». Dash también escribió que la parte final del tema no emplea el patrón de batería four-on-the-floor tradicional que la letra cita en el puente y se refirió a la frase «Livin' in sin is the new thing» —«Vivir en el pecado es lo nuevo»—, al señalar: «"Vivir en el pecado" no es algo nuevo, [...] el concepto parece haber sido completamente abandonado por nuestra cultura en algún momento cercano al cambio de milenio. [...] De cualquier forma, es absurdo para una madre soltera de dos niños [y además] divorciada dos veces usar esta línea como [forma de] seducción». Por su parte, AJ Mayers de MTV lo enlistó como el octavo mejor sencillo de 2009 y escribió: «Britney tuvo algunas canciones bastante grandes este año, pero elegí a "3" debido a lo controvertida que es la letra. Deja a Britney cantar una canción jugosa y adictiva».

## Vídeo musical

### Rodaje

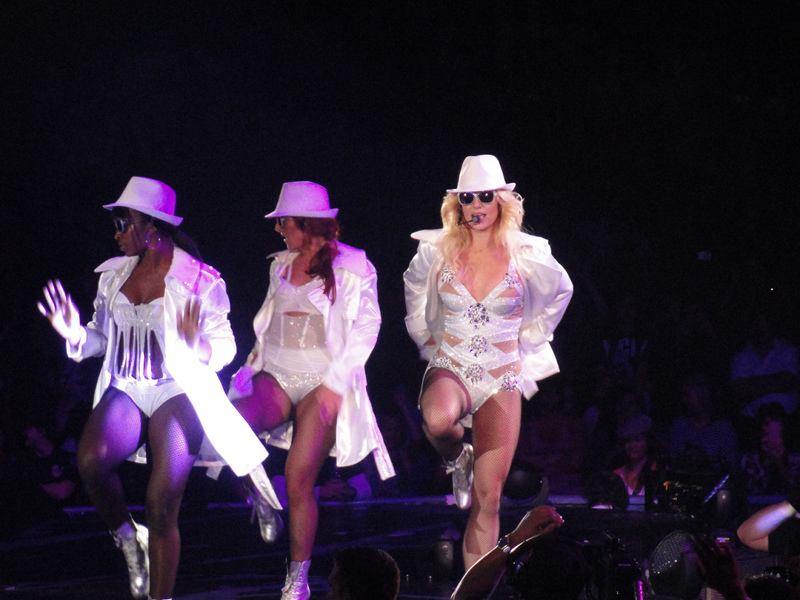
Britney Spears y dos bailarinas durante el número del tema, en el espectáculo de Tacoma del Femme Fatale Tour (2011).

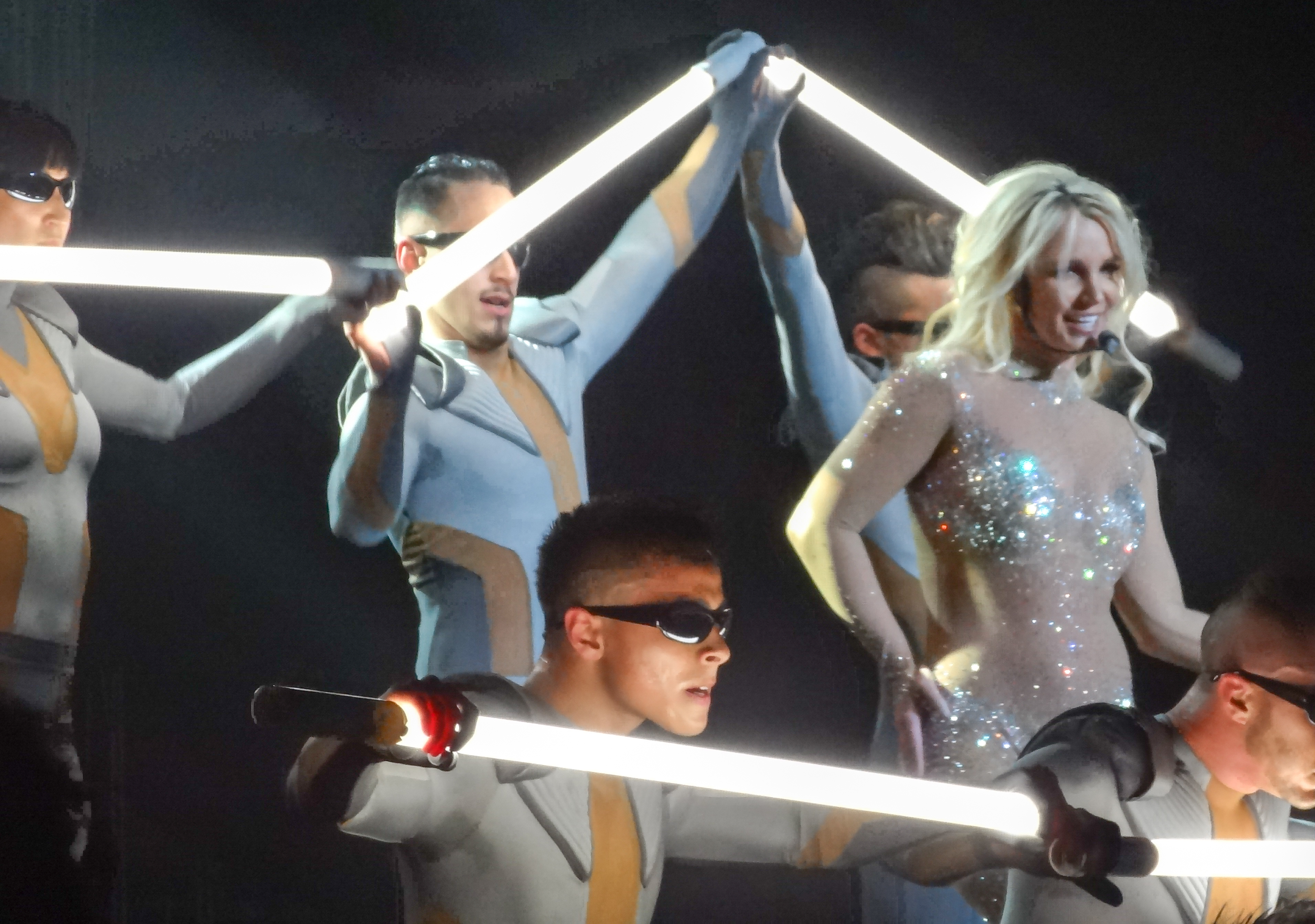
Britney Spears durante la presentación de «3» en uno espectáculos de la gira Britney: Piece of Me (2014).

Spears rodó el vídeo musical de «3» los días 5 y 6 de octubre de 2009 en Los Ángeles, bajo la dirección de Diane Martel, con quien trabajó por primera vez. El dúo Rich & Tone creó la coreografía, mientras que GK Reid se encargó de la estilización y declaró sobre la actitud de la cantante en el rodaje: «Exhibió una energía increíble y estaba en gran forma. Comió sushi en lugar de comida chatarra, e incluso cantó en vivo. Trabajó muy duro y fue realmente dulce con todos los bailarines». Por otro lado, Martel anticipó:

Creo que es su próximo video sexy. Es un clip muy sencillo para ella. No creo que la hayas visto mucho bajo una lupa. Todo es realmente fuerte y juguetón. Colaboramos en el vestuario y tuvimos reuniones con la gente de cabello y maquillaje. Hablamos mucho por teléfono y nos reunimos con Rich & Tone —dos de los mejores coreógrafos. [...] [Spears] es tan dulce y divertida, y tan normal y con los pies tan bien puestos en la tierra. Como directora es muy divertido verla delante de la cámara. Es tan creativa con estas cosas. El video es muy simple, es muy, muy mínimo. Es ella y nada más que ella. Está totalmente comprometida en cada segundo. Realmente, sabe cómo moverse y trabajar con una cámara. Quedé muy impresionada, y eso que he trabajado con casi todas las artistas femeninas de la industria.
Diane Martel declaró acerca del vídeo musical y sobre su experiencia de trabajar con Spears.

### Trama
El video comienza con una melodía instrumental mientras Spears se aplica rímel y fragancia Circus Fantasy en un tocador, vestida con un traje negro con brillantes. En las escenas siguientes se toma el pelo con las manos y comienza a interpretar la canción delante de un fondo blanco. El clip también cuenta con escenas en blanco y negro que la muestran cuando viste un leotardo blanco y baila detrás de un vidrio empañado con vapor. La secuencia siguiente la exhibe vestida con el leotardo y con gafas de sol, al medio de cuatro bailarinas de estriptís, quienes visten de modo similar, pero con prendas oscuras. Todas bailan tomadas de un cañó horizontal ubicado en altura, del que algunas se cuelgan. Cabe señalar que el preestribillo del clip sustituye la palabra «sin» —«pecado»— de la letra original, por la palabra «this» —«esto»—. Posteriormente, el estribillo muestra a Spears vestida con un leotardo negro que deja su vientre al descubierto mientras realiza una coreografía junto con seis bailarines, delante de un fondo blanco con diseños negros similares a códigos de barras. El video también cuenta con escenas donde la cantante viste otras prendas oscuras y baila provocativamente con dos bailarines. Por otro lado, el puente muestra una serie de primeros planos y culmina con una sonrisa satisfactoria de la cantante, mientras que el video en sí finaliza con una interposición de varias tomas y con una última escena donde Spears mira hacia la cámara.

### Estreno y recepción
El 15 de octubre de 2009, Spears y Jive Records dieron a conocer las primeras imágenes del clip, mientras que el 28 del mismo mes, el sitio oficial de la cantante informó que el video sería estrenado dos días después. Como parte del anuncio, la artista escribió a sus fans: «1, 2, 3 días para el estreno de mi nuevo video, pero no se estresen, pues voy a publicar un montón de fotos y fragmentos durante los próximos 3 días». En el mismo comunicado, anexó tres capturas inéditas, mientras que al día siguiente, dio a conocer un adelanto de cinco segundos de duración. Finalmente, estrenó el clip el viernes 30 de octubre de 2009, a través de su cuenta de Twitter. En respuesta, los críticos le dieron una buena recepción. Daniel Kreps de Rolling Stone lo comparó con el video de «Single Ladies (Put a Ring on It)» de Beyoncé (2008) y señaló que «Spears no había bailado con tanta convicción desde la era [de su cuarto álbum de estudio] In the Zone (2003)». Por otro lado, Jocelyn Vena de MTV lo llamó «un clip sexy y de ritmo firme, que cuenta con momentos donde la personalidad de Britney brilla», respecto a lo que especificó: «Spears le sonríe a la letra bromista del tema, sobre todo cuando termina el puente». De forma paralela, Tanner Stransky de Entertainment Weekly elogió el vestuario, pero sostuvo que el video es disperso y señaló: «Aquí no hay mucho sobre la además de trillada, ridícula advocación del sencillo sobre un ménage à trois, así que ¿por qué el video debería profundizar más?». A su vez, el Daily Mail sostuvo que el clip «cuenta con Britney retorciéndose escasamente vestida y rodeada de bailarines, de la mejor manera en que sabe hacerlo», mientras que Nick Levine de Digital Spy escribió: «No es [el video de] «Piece of Me» (2007) o «Womanizer» (2008), y es un toque tímido sobre todo el asunto del ménage à trois, pero Britney se ve impactante, los extractos bailables son bastante decentes y hay un montón de traseros para aquellos que les gusta ese tipo de cosas».

En julio de 2013, el clip alcanzó los treinta y un millones de visualizaciones en la plataforma de videos musicales Vevo.

El 14 de noviembre de 2009, Jive Records publicó el clip en la cuenta de Vevo de la cantante, donde en septiembre de 2018 alcanzó los setenta y cinco millones de reproducciones. De forma posterior, el 15 de diciembre del mismo año, el sello lanzó la versión del director del video, la que adicionó escenas inéditas de la cantante, con ropas y peinados diferentes. En respuesta, los críticos le brindaron comentarios favorables. De modo particular, Daniel Kreps de Rolling Stone escribió: «[La versión] ofrece una edición ligeramente más inapropiada para ser vista en el trabajo del video altamente bailable de Martel, que parece encontrar una mejor cadencia con la música, a diferencia de la versión original, la que esencialmente se filmó y editó en cuestión de días, para coincidir con el lanzamiento de The Singles Collection».

## Rendimiento comercial

Según la edición del 24 de octubre de 2009 de Billboard, «3» se convirtió en el tercer sencillo de Spears que lideró la principal lista de éxitos de los Estados Unidos, la Billboard Hot 100. Ello, después de los superventas «...Baby One More Time» (1998) y «Womanizer» (2008).

«3» registró varios logros comerciales en América del Norte. En Canadá llegó a ser el quinto número uno de Spears, después de «...Baby One More Time» (1998), «Toxic» (2004), «Gimme More» (2007) y «Womanizer» (2008), a través de la edición del 24 de octubre de 2009 de la lista Canadian Hot 100 de Billboard. Posteriormente, figuró entre los cien temas que tuvieron más éxito durante 2009 y 2010, y obtuvo la certificación de doble disco de platino de la CRIA, tras vender 80 000 descargas en el país. En los Estados Unidos comenzó en el décimo cuarto puesto de la sublista Bubbling Under Hot 100 Singles, y en el lugar número treinta y ocho del conteo de reproducciones radiales Pop Songs, donde Spears ubicó su vigésimo cuarto sencillo, según la edición del 17 de octubre de 2009. De esta forma, la cantante se transformó en la artista que situó la mayor cantidad de temas en el conteo desde que comenzó su carrera a fines de 1998. A la semana siguiente, «3» debutó directamente en la primera posición de la principal lista de éxitos del país, la Billboard Hot 100, donde se convirtió —de manera paradójica con su título— en el tercer número uno de la cantante, después de «...Baby One More Time» y «Womanizer», así como también en su vigésimo tercer tema ubicado en la lista. Desde la edición del 21 de noviembre de 1998, en la que registró su primera aparición en la Billboard Hot 100, hasta la edición del 24 de octubre de 2009, Spears era la segunda artista femenina que había situado más sencillos en la lista, al igual que Mariah Carey. Ambas figuraban únicamente detrás de Miley Cyrus, quien había ubicado treinta temas al considerar sus ingresos como Hannah Montana. El elevado debut de «3» se debió en gran medida a que vendió 255 000 descargas durante su primera semana de comercialización, con las cuales también ingresó como cuarto número uno de Spears en el conteo de ventas Digital Songs. Para entonces, «Boom Boom Pow» de The Black Eyed Peas (2009) había registrado en abril la última vez que un tema había vendido más.
Con lo anterior, «3» también se transformó en el décimo quinto tema que debutó en el puesto número uno en la historia de la Billboard Hot 100. Para entonces, los últimos cuatro sencillos que habían ingresado como tal pertenecían a artistas del programa American Idol, de los cuales el último había sido «Do I Make You Proud» de Taylor Hicks y lo había registrado en la edición del 1 de julio de 2006. Cabe señalar que el último tema que había registrado la hazaña y que no se relacionaba con dicho programa, había sido «Doo Wop (That Thing)» de Lauryn Hill y lo había hecho en la edición del 14 de noviembre de 1998. «3» también se convirtió en el tema de título más corto que lideró la lista y, después de «Justify My Love» de Madonna (1990) y «Check on It» de Beyoncé de las Destiny's Child (2005), en el tercer sencillo que alcanzó la cima de la misma, tras desprenderse de un álbum de grandes éxitos femenino. Respecto a lo último, el editor Gary Trust de Billboard sostuvo que es raro que un sencillo de un álbum de este tipo se convierta en un éxito y que si lo hace, deja de manifiesto que incluso en una carrera de larga trayectoria, el artista sigue siendo «extremadamente relevante».
A la semana siguiente, «3» vendió otras 172 000 descargas y permaneció en el puesto número uno del conteo Digital Songs, mientras que posteriormente se ubicó entre los diez primeros lugares en las listas Radio Songs y Pop Songs, y entre los veinte primeros en el conteo Hot Dance Club Songs, el que sondea los cortes más tocados en las discotecas del país. Dado que antes de cumplir veinte semanas de permanencia en la Billboard Hot 100, se ubicó durante tres semanas consecutivas debajo de la posición número cincuenta, Trust sugirió que los altos niveles de atención que el sencillo recibió al comienzo, pudieron haber dañado su longevidad en las listas. Aun así, la revista lo enlistó como uno de los cien temas que tuvieron más éxito durante 2009 y 2010, y como el cuarto sencillo de Spears que tuvo más éxito en la lista, después de sus dos número uno anteriores y de su colaboración con will.i.am «Scream & Shout» (2012). Por otro lado, Nielsen SoundScan lo reportó como su cuarto tema más vendido en formato digital en el país hasta julio de 2016, después de «Womanizer», «Circus» (2008) y «Till the World Ends» (2011), con un total de 2 400 000 descargas.
Según la edición del 30 de noviembre de 2009 de Billboard, en Europa alcanzó el decimocuarto puesto de la lista continental European Hot 100, luego de ubicarse entre los diez primeros éxitos semanales en mercados como República Checa, Finlandia, Irlanda, Noruega, Suecia y Suiza; entre los veinte primeros en otros como Alemania, Austria y Dinamarca; y entre los cuarenta en España. En el Reino Unido debutó en la séptima posición de la principal lista de éxitos del país, la UK Singles Chart, de acuerdo a la edición del 21 de noviembre de 2009 de OCC. De esta forma, se convirtió en el vigésimo sencillo de Spears que se situó entre los diez primeros lugares y registró el tercer ingreso más alto de dicha edición, después de los debuts número dos y cinco de «Happy» de Leona Lewis y «I Need You» de N-Dubz, respectivamente. A fines de 2009, OCC lo enlistó como el tema número ciento treinta y nueve que tuvo más éxito durante el año, mientras que en mayo de 2011, lo reportó como el décimo sexto sencillo de Spears más vendido en el país, con un total de 145 000 copias, y en 2017 la BPI lo certificó disco de plata por ventas de 200 000 unidades.
El tema también registró logros comerciales en Oceanía. En Australia alcanzó el puesto número seis, según la edición del 26 de octubre de 2009 de ARIA Charts, consolidándose como el decimosexto sencillo de la cantante situado entre los diez primeros lugares. A fines de 2009, la ARIA lo ubicó en el puesto número cincuenta y nueve en su lista de los temas que tuvieron más éxito durante el año, mientras que en 2010, lo certificó disco de platino, por ventas locales de 70 000 copias. Paralelamente, en Nueva Zelanda alcanzó el puesto número doce, según la edición del 9 de noviembre de 2009 de RIANZ, asociación que además lo certificó disco de oro, tras vender 7500 copias.

## Presentaciones
El 25 de marzo de 2011, Spears presentó por primera vez los temas «Hold It Against Me», «Big Fat Bass» y «Till the World Ends» de su séptimo álbum de estudio, Femme Fatale (2011), en dos espectáculos sorpresa realizados en la discoteca Rain Nightclub del Palms Casino Resort, en Las Vegas, donde asistieron mil espectadores. Para el número de la segunda canción, vistió un body de látex negro y una gorra del mismo material, e incorporó pequeños extractos de «Gimme More», «I'm a Slave 4 U» y «3». Al mes siguiente, MTV publicó este último número en Internet, como material inédito del documental Britney Spears: I Am the Femme Fatale. Posteriormente, el 27 de marzo del mismo año, la cantante volvió a interpretar el repertorio en un concierto gratuito realizado en el Bill Graham Civic Auditorium, en San Francisco, espectáculo que el matinal Good Morning America transmitió dos días después por televisión abierta en los Estados Unidos, para coincidir con el lanzamiento de Femme Fatale. El mismo 29 de marzo de 2011, Spears presentó por última vez dicho repertorio en Jimmy Kimmel Live! de ABC, programa que transmitió el número de «Big Fat Bass» casi dos meses después.

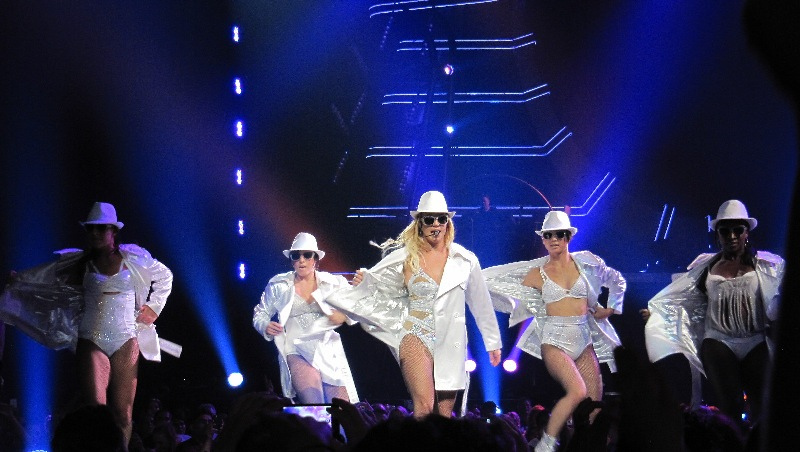
Britney Spears y sus bailarinas durante la presentación de «3», en el espectáculo de Detroit del Femme Fatale Tour (2011).

Entre el 16 de junio de 2011 y el 10 de diciembre del mismo año, la cantante presentó «3» en los ochenta espectáculos de la gira internacional Femme Fatale Tour, la que recorrió América Anglosajona, Europa, los Emiratos Árabes Unidos y América Latina, recaudó $68 700 000 y se convirtió en la undécima gira más exitosa de 2011. El tema formó parte del primer acto del repertorio, también llamado Femme Fatale, donde era sucesor de «Up N' Down». Tras el número de este último, Spears se ponía una gabardina de fieltro blanco, un sombrero del mismo material y gafas de sol, y presentaba «3» rodeada de varias bailarinas vestidas de modo similar. Como parte de su recepción crítica, la editora Shirley Halperin de The Hollywood Reporter lo catalogó como uno de los mejores números del repertorio, junto con los de «Piece of Me» y «Don't Let Me Be the Last to Know», y señaló que «irónicamente fueron los números con menor cantidad de lujos». Por otro lado, Rick Florino de Artistdirect sostuvo que la presentación incentivó a cantar en multitud y especificó: «Se refiere bien a las pequeñas connotaciones de cine negro del Femme Fatale Tour. Sin embargo, se construyó un espacio único en su tipo, donde la elegante belleza de L. A. Confidential de Kim Basinger (1997) se ve envuelta por la actitud nerviosa de la danza moderna». Previo al espectáculo final, en noviembre de 2011, RCA Records incluyó la presentación en el álbum en formato de video de la gira, Britney Spears Live: The Femme Fatale Tour, el que se grabó durante dos días en el Air Canada Centre, en Toronto.
En 2013, la cantante incluyó a «3» en el repertorio de su residencia en Las Vegas, Britney: Piece of Me.

## Versión deGlee
El 20 de septiembre de 2012, Fox transmitió «Britney 2.0», correspondiente al segundo episodio de la cuarta temporada de Glee. El creador de la serie, Ryan Murphy, ideó el episodio como un segundo tributo a Spears, después de «Britney/Brittany» (2010). En «Britney 2.0», los personajes de Jenna Ushkowitz, Chord Overstreet y Samuel Larsen, es decir, Tina, Sam y Joe, respectivamente, interpretaron una versión acústica de «3». Overstreet confirmó el número a principios de aquel mes, al declarar: «Estamos haciendo "3". Será divertido. Todo es acústico y rehecho. Será fresco. Hay un montón de cosas realmente graciosas en el episodio y hay un montón de buenos números de baile».

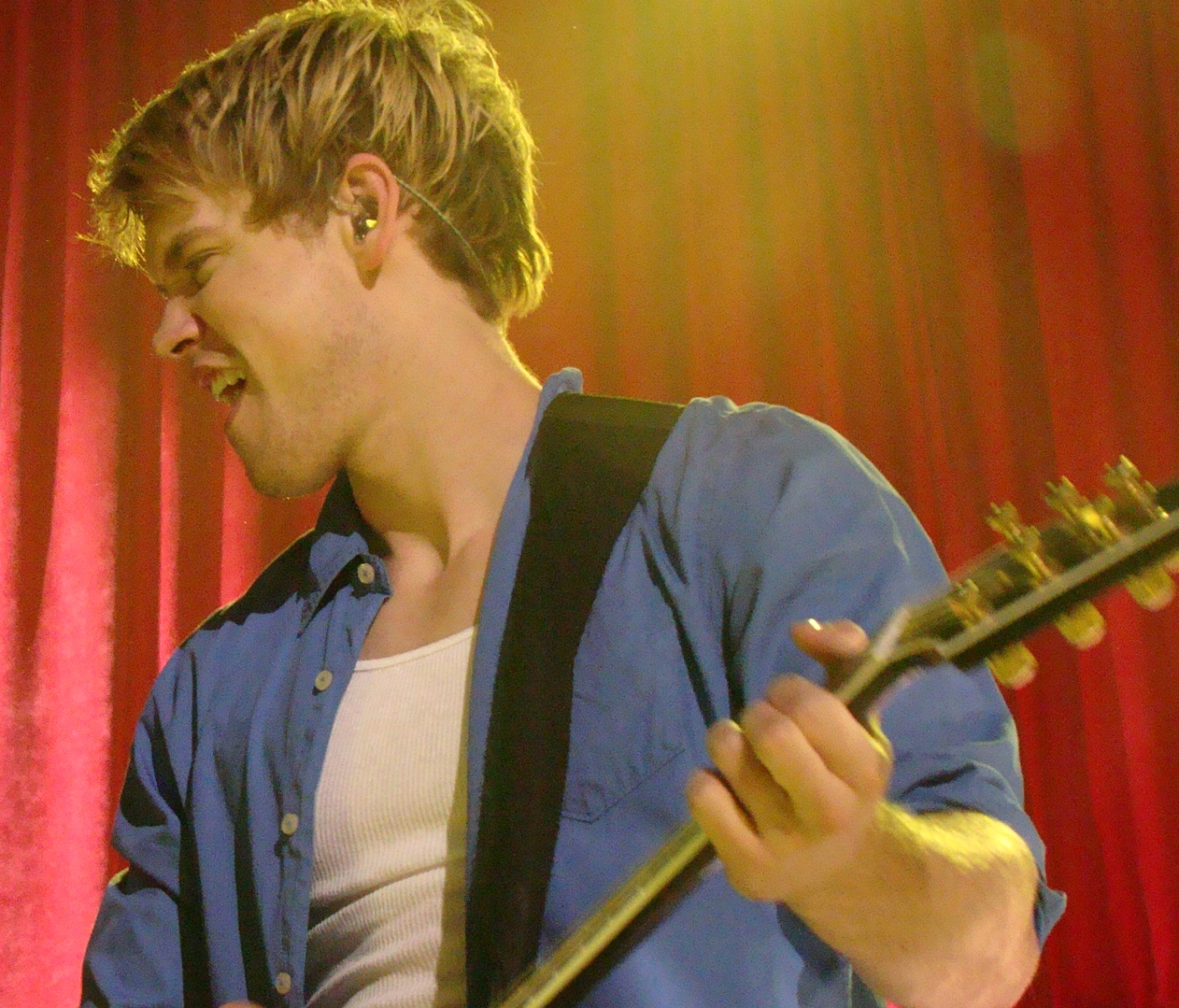
Chord Overstreet, uno de los tres intérpretes que versionaron «3» en el episodio «Britney 2.0» de Glee (2012).

La versión contó con una recepción crítica favorable. De modo particular, la editora Rae Votta de Billboard señaló: «Sam, Tina y Joe hacen una interpretación acústica de "3" que sirve para iluminar la letra extraña y tonta de la canción, incluso cuando suena genial. [De todas formas] Nos preguntamos si alguien le explicó al Jesús Adolescente [Joe] que estaba cantando sobre tríos». Por otro lado, Susan Brett del sitio WhatCulture! escribió: «"3" fue la mejor versión del episodio, con una combinación vocal sorprendentemente agradable entre Joe, Tina y Sam, lo que demuestra una vez más que Tina debería haber sido la nueva Rachel [vocalista principal]».
Twentieth Century Fox Film Corporation incluyó la versión de «3» en el EP digital Britney 2.0, junto con las versiones de «Oops!... I Did It Again», «Everytime», «Gimme More» y «Womanizer», y los popurrí «(You Drive Me) Crazy»/«Crazy» y «Boys»/«Boyfriend» que la serie también presentó en el episodio. Durante su semana de lanzamiento, el EP vendió 11 000 descargas en los Estados Unidos, donde debutó en el primer lugar de la lista de bandas sonoras y en el puesto número cuarenta y tres de la lista general de ventas de álbumes Billboard 200, según la edición del 23 de septiembre de 2012. Con esto último, Britney 2.0 se convirtió en el décimo quinto álbum de Glee que ingresó a la Billboard 200, pero también se transformó en el primer trabajo de la serie que no consiguió ubicarse entre los veinte primeros puestos de la lista. Aunque las versiones del episodio no ingresaron a la Billboard Hot 100, el director de producción de la revista, Alex Vitoulis, lo atribuyó a que los consumidores prefirieron comprar el EP en lugar de las canciones por separado y a que la serie acababa de cambiar su día de transmisión.

## Formatos
| Sencillo en CD |                    |          |  |
| N.º            | Título             | Duración |  |
| 1.             | «3»                | 3:23     |  |
| 2.             | «3» (Instrumental) | 3:23     |  |

| Sencillo en CD mejorado |                                |          |  |
| N.º                     | Título                         | Duración |  |
| 1.                      | «3»                            | 3:33     |  |
| 2.                      | «3» (Instrumental)             | 3:33     |  |
| 3.                      | «3» (Groove Police Mixshow)    | 7:08     |  |
| 4.                      | «3» (Groove Police Radio Edit) | 3:57     |  |
| 5.                      | «3» (Video)                    | 3:36     |  |

| 3 Remixes-EP |                                            |          |  |
| N.º          | Título                                     | Duración |  |
| 1.           | «3»                                        | 3:33     |  |
| 2.           | «3» (Instrumental)                         | 3:33     |  |
| 3.           | «3» (Wolfgang Gartner Extended Club Remix) | 6:34     |  |
| 4.           | «3» (Groove Police Club Mix)               | 7:08     |  |
| 5.           | «3» (Manhattan Clique Remix Radio)         | 3:36     |  |

| EP  |                                 |          |  |
| N.º | Título                          | Duración |  |
| 1.  | «3»                             | 3:33     |  |
| 2.  | «3» (The Knocks Extended Remix) | 5:47     |  |
| 3.  | «3» (DiscoTech Remix Club Edit) | 4:23     |  |
| 4.  | «3» (Tonal Club Remix)          | 5:04     |  |
| 5.  | «3» (Trypsin Club Mix)          | 7:45     |  |

| Descarga/Sencillo en CD de The Singles Collection (2009) |                              |          |  |
| N.º                                                      | Título                       | Duración |  |
| 1.                                                       | «3»                          | 3:33     |  |
| 2.                                                       | «3» (Groove Police Club Mix) | 7:08     |  |

## Posicionamiento en listas

### Listas semanales
| País              | Lista                    | Primera semana          | Posición debut | Mejor posición | Semanas en la mejor posición | Semanas en la lista | Última semana           | Ref.    |
| ----------------- | ------------------------ | ----------------------- | -------------- | -------------- | ---------------------------- | ------------------- | ----------------------- | ------- |
| América           |                          |                         |                |                |                              |                     |                         |         |
| Canadá            | Canadian Hot 100         | 17 de octubre de 2009   | 86             | 1              | 1                            | 20                  | 27 de febrero de 2010   | [ 41 ]  |
| Estados Unidos    | Pop Songs                | 17 de octubre de 2009   | 38             | 2              | 2                            | 20                  | 27 de febrero de 2010   | [ 41 ]  |
| Estados Unidos    | Billboard Hot 100        | 24 de octubre de 2009   | 1              | 1              | 1                            | 20                  | 6 de marzo de 2010      | [ 41 ]  |
| Estados Unidos    | Radio Songs              | 24 de octubre de 2009   | 49             | 9              | 4                            | 19                  | 27 de febrero de 2010   | [ 41 ]  |
| Estados Unidos    | Digital Songs            | 24 de octubre de 2009   | 1              | 1              | 2                            | 17                  | 13 de febrero de 2010   | [ 41 ]  |
| Estados Unidos    | Dance/Club Play Songs    | 21 de noviembre de 2009 | 42             | 16             | 2                            | 12                  | 30 de enero de 2010     | [ 41 ]  |
| Europa            |                          |                         |                |                |                              |                     |                         |         |
| Alemania          | Top 100 canciones        | 30 de noviembre de 2009 | 18             | 18             | 1                            | 9                   | 31 de enero de 2010     | [ 97 ]  |
| Austria           | Top 75 canciones         | 27 de noviembre de 2009 | 17             | 17             | 1                            | 11                  | 12 de febrero de 2010   | [ 98 ]  |
| Bélgica (Flandes) | Top 50 canciones         | 17 de octubre de 2009   | 14             | 13             | 1                            | 15                  | 23 de enero de 2010     | [ 99 ]  |
| Bélgica (Valonia) | Top 50 canciones         | 17 de octubre de 2009   | 18             | 8              | 1                            | 17                  | 6 de febrero de 2010    | [ 100 ] |
| República Checa   | Top 100 canciones        | 10 de octubre de 2009   | 40             | 10             | 1                            | 15                  | 23 de enero de 2010     | [ 62 ]  |
| Dinamarca         | Top 40 canciones         | 16 de octubre de 2009   | 17             | 15             | 1                            | 14                  | 15 de enero de 2010     | [ 101 ] |
| Eslovaquia        | Top 100 canciones        | 31 de octubre de 2009   | 23             | 23             | 2                            | 7                   | 12 de diciembre de 2009 | [ 102 ] |
| España            | Top 50 canciones         | 11 de octubre de 2009   | 38             | 38             | 2                            | 5                   | 6 de diciembre de 2009  | [ 103 ] |
| Finlandia         | Top 20 canciones         | 14 de octubre de 2009   | 8              | 6              | 1                            | 10                  | 16 de diciembre de 2009 | [ 104 ] |
| Irlanda           | Top 50 canciones         | 12 de noviembre de 2009 | 7              | 7              | 1                            | 7                   | 31 de diciembre de 2009 | [ 105 ] |
| Noruega           | Top 20 canciones         | 13 de octubre de 2009   | 13             | 10             | 1                            | 4                   | 3 de noviembre de 2009  | [ 106 ] |
| Países Bajos      | Top 100 canciones        | 10 de octubre de 2009   | 74             | 57             | 1                            | 10                  | 12 de diciembre de 2009 | [ 107 ] |
| Reino Unido       | Top 75 canciones         | 15 de noviembre de 2009 | 7              | 7              | 1                            | 10                  | 17 de enero de 2010     | [ 64 ]  |
| Suecia            | Top 60 canciones         | 9 de octubre de 2009    | 4              | 2              | 1                            | 18                  | 5 de febrero de 2010    | [ 108 ] |
| Suiza             | Top 100 canciones        | 22 de noviembre de 2009 | 12             | 8              | 1                            | 15                  | 7 de marzo de 2010      | [ 109 ] |
| Europa            | European Hot 100 Singles | 24 de octubre de 2009   | 68             | 14             | 1                            | 15                  | 30 de enero de 2010     | [ 60 ]  |
| Oceanía           |                          |                         |                |                |                              |                     |                         |         |
| Australia         | Top 50 canciones         | 12 de octubre de 2009   | 50             | 6              | 1                            | 16                  | 25 de enero de 2010     | [ 61 ]  |
| Nueva Zelanda     | Top 40 canciones         | 12 de octubre de 2009   | 16             | 12             | 1                            | 14                  | 11 de enero de 2010     | [ 73 ]  |

| Predecesor: «I Gotta Feeling» de The Black Eyed Peas | Canadian Hot 100 — Sencillo número uno 24 de octubre de 2009 — 30 de octubre de 2009  | Sucesor: «Sexy Bitch» de David Guetta con Akon |
| Predecesor: «Down» de Jay Sean con Lil Wayne         | Billboard Hot 100 — Sencillo número uno 24 de octubre de 2009 — 30 de octubre de 2009 | Sucesor: «Down» de Jay Sean con Lil Wayne      |
| Predecesor: «Party in the U.S.A.» de Miley Cyrus     | Digital Songs — Sencillo número uno 24 de octubre de 2009 — 30 de octubre de 2009     | Sucesor: «Fireflies» de Owl City               |

### Listas de fin de año
| País              | Lista             | Año  | Posición | Ref.    |
| ----------------- | ----------------- | ---- | -------- | ------- |
| América del Norte |                   |      |          |         |
| Canadá            | Canadian Hot 100  | 2009 | 71       | [ 43 ]  |
| Canadá            | Canadian Hot 100  | 2010 | 65       | [ 44 ]  |
| Estados Unidos    | Billboard Hot 100 | 2009 | 87       | [ 55 ]  |
| Estados Unidos    | Billboard Hot 100 | 2010 | 69       | [ 56 ]  |
| Estados Unidos    | Radio Songs       | 2010 | 71       | [ 110 ] |
| Estados Unidos    | Digital Songs     | 2009 | 69       | [ 111 ] |
| Estados Unidos    | Pop Songs         | 2010 | 39       | [ 112 ] |
| Europa            |                   |      |          |         |
| Bélgica (Valonia) | Top 100 canciones | 2009 | 94       | [ 113 ] |
| Reino Unido       | Top 200 canciones | 2009 | 139      | [ 66 ]  |
| Suecia            | Top 100 canciones | 2009 | 51       | [ 114 ] |
| Australasia       |                   |      |          |         |
| Australia         | Top 100 canciones | 2009 | 59       | [ 71 ]  |

## Certificaciones
| País              | Proveedor | Año  | Certificación           | Ventas certificadas | Ref.    |
| ----------------- | --------- | ---- | ----------------------- | ------------------- | ------- |
| América del Norte |           |      |                         |                     |         |
| Canadá            | CRIA      | 2010 | Doble disco de platino  | 80 000              | [ 45 ]  |
| Estados Unidos    | RIAA      | 2023 | Triple disco de platino | 3 000               | [ 115 ] |
| Asia              |           |      |                         |                     |         |
| Japón             | RIAJ      | 2013 | Disco de oro            | 100 000             | [ 116 ] |
| Europa            |           |      |                         |                     |         |
| Reino Unido       | BPI       | 2017 | Disco de plata          | 200 000             | [ 68 ]  |
| Australasia       |           |      |                         |                     |         |
| Australia         | ARIA      | 2010 | Disco de platino        | 70 000              | [ 72 ]  |
| Nueva Zelanda     | RIANZ     | 2010 | Disco de oro            | 7 500               | [ 74 ]  |

## Créditos
- Britney Jean Spears – voz, coro.
- Max Martin – composición, grabación, producción, teclado.
- Shellback – composición, grabación, producción, teclado, guitarra.
- Tiffany Amber – composición
- Serban Ghenea – mezcla
- Tim Roberts – asistencia de ingeniería.
- John Hanes – edición vocal

Fuente: Discogs.